# Euromoia
Euromoia là một chi bướm đêm thuộc họ Noctuidae.